# 明倫ゼミナール
明倫ゼミナール（めいりんゼミナール）は、愛知県内に校舎を展開する学習塾・予備校である。

## 授業・講座

### 小学部難関受験科
小学部難関受験科は、私国立中学受験を目的としたカリキュラムである。設置学年は小学3〜6年。入塾には、入塾テストに合格することが必要となる。

### 小学部練成科
小学部練成科は、基礎の定着及び勉強に対する姿勢づくりに主眼を置いた、小学校での成績向上を目的としたカリキュラムである。設置学年は小学3- 6年。

### 中学部
中学部は、高校受験を目的としたカリキュラムである。設置学年は中学1 - 3年。

### 高校部
大学受験を目的としたカリキュラムである。映像授業の市進ウイングネットを導入しており多彩な授業を受講できる。
御器所校には高校館がある
また他には徳重校、名駅校、豊田校にもある。

## 校舎

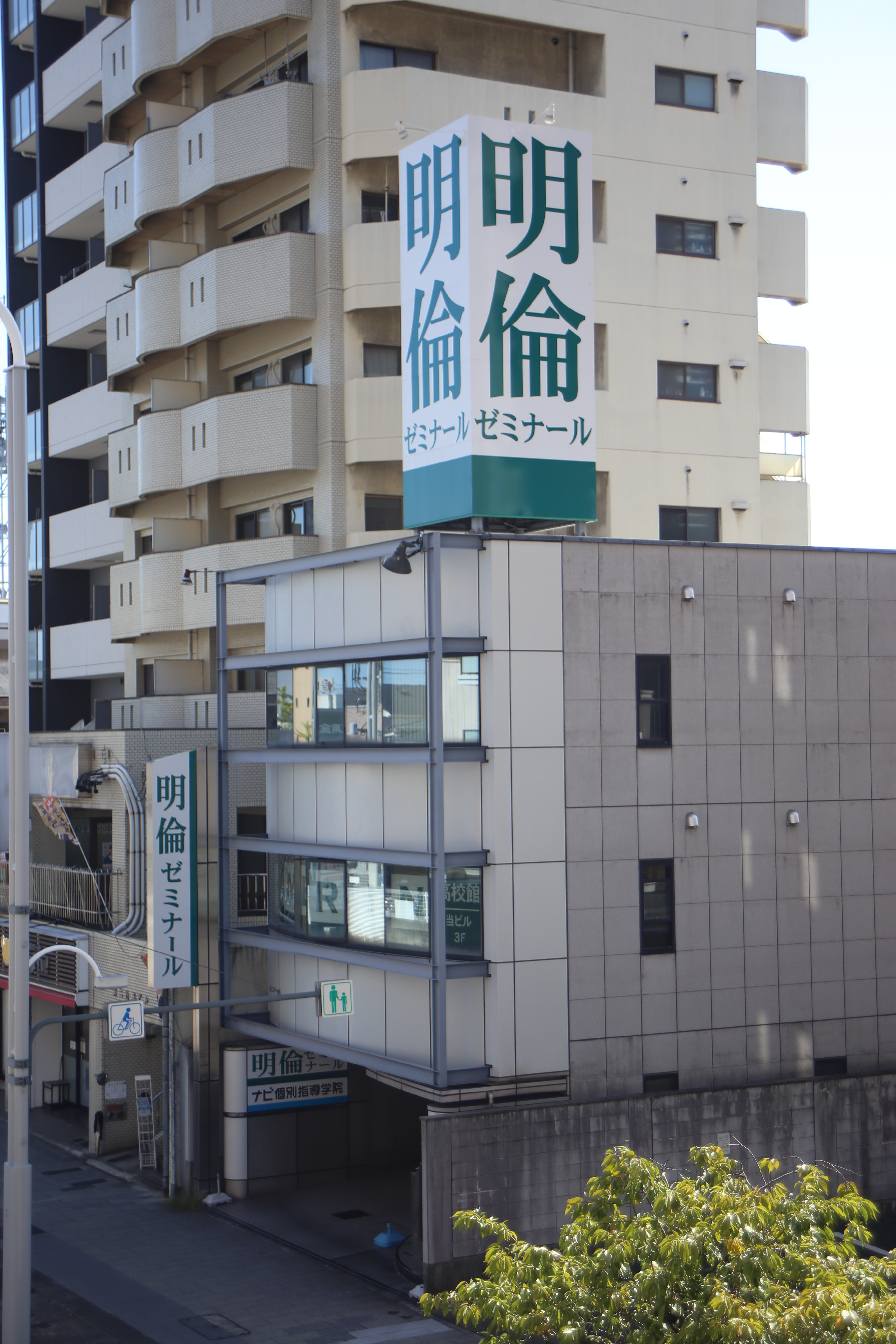
瑞穂校（2022年9月）

### 名古屋市内
- 東区…徳川校
- 北区…大曽根駅校
- 中村区…中村校・黄金校
- 瑞穂区…瑞穂校・弥富通校
- 昭和区…御器所本部校（中学部本部）・山手校
- 千種区…本山校・茶屋が坂校・覚王山校・若水校
- 名東区…一社校
- 天白区…八事校・天白校
- 緑区…徳重校・神の倉校・緑中央校・有松校・滝ノ水校(鎌倉台校)

### 名古屋市外
- 日進校・香久山校・三郷校・一宮校・桃花台校・大府校・刈谷西校